# 19096 Leonfridman
19096 Leonfridman (1979 TY1) là một tiểu hành tinh vành đai chính được phát hiện ngày 14 tháng 10 năm 1979 bởi N. S. Chernykh ở Đài vật lý thiên văn Crimean.
Tênd after a prominent Ukrainian architect và civil engineer Leonid Fridman.